# El melodrama
El melodrama es un cuadro del pintor realista francés Honoré Daumier. Está datado hacia 1860 y se trata de un óleo sobre lienzo que mide 97,5 cm de alto por 90,4 cm de ancho. Se conserva en la Neue Pinakothek de Múnich, Alemania.
Daumier, gran aficionado al teatro, es considerado el primer pintor que reflejó este espectáculo en pintura, antes que Toulouse-Lautrec y Degas. En esta obra pretende reflejar, más que la escena que se desarrolla sobre el escenario, la reacción del público horrorizado, tenso, incapaz de distinguir la realidad de la ficción.
Por un lado está la escena de la obra teatral, en la que un asesino señala a un muerto a una mujer, vestida de blanco y que se mesa los cabellos. Está fuertemente iluminada por las candilejas, en un intenso claroscuro. Contrasta con la masa compacta que forma el público en el patio de butacas, en las que aparecen algunas siluetas perfiladas y se destacan algunos rostros mediante una luz fantasmagórica.